# 1347
| [ Edytuj tabelę ]                          |                                                                  |
| Król Polski                                | - 1333 Kazimierz III Wielki 1370                                 |
| Król Albanii                               | - 1332 Robert 1364                                               |
| Współksiążęta Andory                       | - 1341 Pere de Narbona 1348 - 1343 Gaston III 1391               |
| Król Anglii                                | - 1327 Edward III 1377                                           |
| Król Aragonii i Walencji, hrabia Barcelony | - 1336 Piotr IV Aragoński 1387                                   |
| Władca Azteków                             | - 1325 Tenoch 1376                                               |
| Książę Bawarii                             | - 1340 Ludwik IV 1347 - 1347 Stefan II 1375                      |
| Margrabia Brandenburgii                    | - 1320 Ludwik 1351                                               |
| Książę Burgundii                           | - 1315 Eudes IV 1349                                             |
| Cesarz Bizancjum                           | - 1341 Jan V Paleolog 1347 - 1347 Jan VI Kantakuzen 1354         |
| Car Bułgarii                               | - 1331 Iwan Aleksander 1371                                      |
| Cesarz Chin                                | - 1333 Huizong 1368                                              |
| Król Cypru                                 | - 1324 Hugo IV 1359                                              |
| Król Czech                                 | - 1346 Karol IV Luksemburski 1378                                |
| Król Danii                                 | - 1340 Waldemar Atterdag 1376                                    |
| Władca Egiptu                              | - 1346 Al-Muzaffar Hadżdżi 1347 - 1347 An-Nasir Hasan 1351       |
| Cesarz Etiopii                             | - 1344 Nyuaje Krystos 1372                                       |
| Król Francji                               | - 1328 Filip VI 1350                                             |
| Król Gruzji                                | - 1346 Dawid IX 1360                                             |
| Hrabia Holandii                            | - 1345 Małgorzata Bawarska 1351 - 1346 Wilhelm V 1358            |
| Cesarz Japonii                             | - 1339 Go-Murakami 1368                                          |
| Kalif                                      | - 1341 Al-Hakim II 1352                                          |
| Król Kastylii i Leónu                      | - 1312 Alfons XI 1350                                            |
| Patriarcha Konstantynopola                 | - 1334 Jan XIV Kalekas 1347 - 1347 Izydor 1350                   |
| Władca Korei                               | - 1344 Ch’ungmok 1348                                            |
| Wielki książę litewski                     | - 1345 Olgierd 1377                                              |
| Cesarz Majapahitu                          | - 1328 Tribhuwana Widżajatunggadewi 1350                         |
| Sułtan Maroka                              | - 1331 Abu al-Hassan Ali I 1350                                  |
| Książę Mediolanu                           | - 1339 Giovanni 1354                                             |
| Senior Monako                              | - 1338 Karol I 1357                                              |
| Wielki książę moskiewski                   | - 1340 Siemion Dumny 1353                                        |
| Król Nawarry                               | - 1342 Joanna II z Nawarry 1349                                  |
| Król Norwegii                              | - 1319 Magnus Eriksson 1355 - 1343 Haakon VI Magnusson 1380      |
| Hrabia Palatynatu                          | - 1327 Rudolf II Wittelsbach 1353                                |
| Papież                                     | - 1342 Klemens VI 1352                                           |
| Król Portugalii                            | - 1325 Alfons IV 1357                                            |
| Cesarz Rzymski (niemiecki)                 | - 1314 Ludwik IV Bawarski 1347 - 1346 Karol IV Luksemburski 1378 |
| Książę Saksonii                            | - 1298 Rudolf I 1356                                             |
| Kapitanowie Regenci San Marino             | - 1347 Foschino Calcigni 1347                                    |
| Car Serbii                                 | - 1331 Stefan Urosz IV Duszan 1355                               |
| Król Szkocji                               | - 1329 Dawid II Bruce 1371                                       |
| Król Szwecji                               | - 1319 Magnus Eriksson 1363                                      |
| Sułtan Turków                              | - 1324 Orchan 1360                                               |
| Doża Wenecji                               | - 1342 Andrea Dandolo 1354                                       |
| Król Węgier                                | - 1342 Ludwik Andegaweński 1382                                  |
| Wielki mistrz zakonu krzyżackiego          | - 1345 Heinrich Dusemer von Arfberg 1351                         |

Rok 1347 / MCCCXLVII
stulecia: XIII wiek ~
XIV wiek ~
XV wiek

lata: 1337 «
1342 «
1343 «
1344 «
1345 «
1346 «
1347
» 1348
» 1349
» 1350
» 1351
» 1352
» 1357

## Wydarzenia w Polsce
- Osada Nowe Miasto Elbląg otrzymała prawa miejskie.

## Wydarzenia na świecie
- 3 kwietnia – wojna stuletnia: angielscy łucznicy i wojska króla Kastylii i Leónu Piotra I pokonali Francuzów w bitwie pod Nájerą.
- 20 maja – w Rzymie wybuchło powstanie ludowe.
- 20 czerwca – wojna o sukcesję w Bretanii: zwycięstwo wojsk angielskich nad francuskimi w bitwie pod La Roche-Derrien.
- 2 września – Karol IV i Blanka de Valois zostali koronowani na króla i królową Czech.
- Październik – pierwszy przypadek dżumy w Europie we francuskim mieście Aix-en-Provence.

## Urodzili się
- 25 stycznia – Dorota z Mątowów, tercjarka franciszkańska, stygmatyczka (zm. 1394)
- 25 marca – Katarzyna ze Sieny, włoska tercjarka dominikańska, święta katolicka (zm. 1380)

## Zmarli
- 5 sierpnia – Jan Grot, biskup krakowski (ur. ?)[1]
- 11 października – Ludwik IV Bawarski, pierwszy król niemiecki i cesarz rzymski z rodu Wittelsbachów (ur. 1282/1287)[2]